# Komarno (Chassidismus)

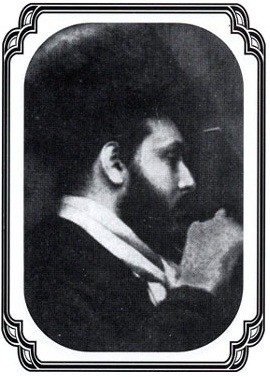
Rabbiner Burech Safrin, der letzte in Komarno, wurde im Holocaust ermordet.

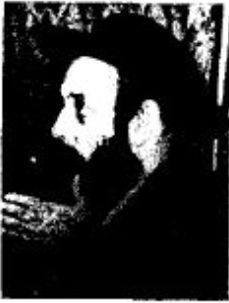
Rabbiner Chaim Ya'akov safrin von Komorna, der Vater der Dynastie nach dem Holocaust

Karte der jüdischen Diaspora in der Welt

Komarno oder Komarne ist eine chassidische Bewegung. Ursprung und Zentrum der Bewegung war bis zur Schoah die kleine westukrainische Stadt Komarno, von deren jiddischem Namen sich der Name ableitet. Heute hat die Bewegung kleine Zentren in Israel und den Vereinigten Staaten. Die Bewegung zeichnet sich durch eine Betonung des Studiums der Kabbala und des Zohar aus.

## Dynastie der Rabbiner
(Quelle: )
- Rabbiner Aleksander Eichenschtein, Sohn Rabbiner Yitzchak Isaac Yechiel Safrin (Er änderte seinen Namen nach seinem Großvater ausschtam Rabbi Yitzchak Isaac, der aus dem Dorf Safrin kam.)
- Sohn Rabbiner Eliezer Zvi Safrin
- Sohn Rabbiner Yakov Moshe Safrin
- Sohn Rabbiner Shulom Safrin
- Sohn Rabbiner Burech Safrin (der letzte Rabbiner in der Stadt selbst)
- Sohn von Rabbiner Eliezer Zvi, Rabbiner Avram Mordechy Safrin (Er lebte in Borislaw.)
- Sohn Rabbiner Chaim Yakoov Safrin, Vater der Dynastie nach dem Holocaust